# Szymon Stock
Szymon Stock (ur. 1164 lub 1175 w hrabstwie Kent, zm. 16 maja 1265 w Bordeaux) – angielski eremita, mistyk, pierwszy generał zakonu karmelitów, święty Kościoła katolickiego.

## Życiorys
W młodości wiódł pustelnicze życie, mieszkając w pniu dębu. Z tego okresu przylgnął do niego przydomek Stock („pień”). Po przybyciu w 1237 r. do Anglii karmelitów przyłączył się do nich i wkrótce powierzono mu na terenach zachodnich funkcję wikariusza generalnego. W 1245 r. w Aylesford zebrała się kapituła generalna, która wybrała Szymona na przełożonego generalnego.
Z życiem świętego związana jest tradycja szkaplerza. W nocy z 15 na 16 lipca 1251 miał doznać wizji, w której pojawiła się Matka Boża i, przekazując na jego ręce szkaplerz, zapewniła uniknięcie kary wiecznej dla tych, którzy będą go nosili do śmierci. Karmelici otrzymali wówczas tzw. przywilej sobotni. Matka Boża obiecała uwalniać z czyśćca ich dusze w pierwszą sobotę po śmierci.
Stock pozostawił po sobie listy, homilie, dwie antyfony poświęcone Matce Bożej, utwór poświęcony pokucie chrześcijańskiej.
Wprowadzone przez Szymona Stocka zmiany w pustelniczej regule zakonnej nadały wspólnocie charakter zakonu żebraczego i doprowadziły do popularyzacji karmelitów na całą Europę oraz ekspansji obszaru działalności duszpasterskiej na miasta.
Stock zmarł podczas jednej z licznych podróży wizytacyjnych w Bordeaux 16 maja 1265 roku.
W ikonografii przedstawiany w habicie karmelitańskim, towarzyszy Maryi wręczającej mu szkaplerz, a także w scenach wyprowadzania dusz z czyśćca. Postać Szymona Stocka rozpoznawana jest także dzięki atrybutowi jakim jest pies niosący chleb.
Wspomnienie liturgiczne przypada w Kościele katolickim na dies natalis, to jest 16 maja.